# Kerem Bülbül
Kerem Bülbül (* 12. Januar 1995 in Berlin) ist ein deutscher Fußballspieler.

## Werdegang
In seiner Kindheit und Jugend durchlief Bülbül verschiedene Vereine. Über die Stationen Steglitzer GB, LFC Berlin, BFC Preussen, Tennis Borussia Berlin, Tasmania Gropiusstadt und Hertha 03 Zehlendorf wechselte er 2011 zum VfL Wolfsburg.
Am 22. März 2013 gab er unter Horst Hrubesch sein Länderspieldebüt für die DFB-U-18-Junioren im Freundschaftsspiel gegen die Französische U-18-Fußballnationalmannschaft (2:3). Vier Tage später kam ein zweites Länderspiel der U-18 im Freundschaftsspiel gegen die Niederländische U-18-Fußballnationalmannschaft (4:1) hinzu.
Mit der U-19 des VfL wurde er 2013 und 2014 Meister in der A-Junioren-Bundesliga Nord/Nordost und wechselte im Anschluss ablösefrei zum türkischen Erstligisten Sivasspor. Nach einem Monat endete dort die Zusammenarbeit. Bülbül war zunächst vereinslos. Ab 1. Januar 2015 schloss er sich Hertha BSC an, spielte dort in der zweiten Mannschaft in der Regionalliga Nordost 2015 und 2016 und absolvierte insgesamt 14 Spiele für die Berliner. Ablösefrei wechselte er am 1. Juli 2016 zum Erstligisten FC Ingolstadt. Dieser wiederum verlieh Bülbül für ein Jahr an den Drittligisten Hansa Rostock.
Für die Kogge lief Bülbül erstmals am 30. Juli 2016, dem 1. Spieltag der Saison, beim Auswärtsspiel gegen den SSV Jahn Regensburg auf; in der 72. Minute wurde er für Marcel Ziemer eingewechselt. Sein erstes Tor in jener Spielzeit 2016/17 gelang ihm am 9. Spieltag im Spiel gegen den FSV Zwickau (5:0) in der 84. Minute zum zwischenzeitlichen 4:0. Nach einem Jahr, 19 Pflichtspielen (drei Tore), dem Gewinn des Lübzer-Pils-Cups und dem Erreichen des Klassenerhalts mit Hansa, endete sein Engagement in Rostock.
Zur Saison 2017/18 schloss er sich für ein Jahr der Zweiten Mannschaft von Mainz 05 an. Nach 17 Einsätzen (ein Tor) in der Regionalliga Südwest ging er zur Saison 2018/19 zurück nach Berlin zum Regionalligisten Berliner AK 07. Ohne dort zum Einsatz gekommen zu sein, schloss er sich im Februar 2019 zur Rückrunde dem Oberligisten Tennis Borussia Berlin an. Nach einem halben Jahr wechselte Bülbül zum FC Amed Berlin in die Kreisliga. Anschließend trat Bülbül fußballerisch nicht mehr wesentlich in Erscheinung.

## Erfolge
- Landespokalsieger Mecklenburg-Vorpommern 2016/17 (mit dem F.C. Hansa Rostock)